# Louise Beijerman
Louise Elisabeth Beijerman (Leiden, 11 oktober 1883 – Amsterdam, 15 juli 1970) was een Nederlandse beeldhouwer en boekbandontwerper.

## Leven en werk
Louise of Loes Beijerman was een dochter van predikant Jacob Arie Beijerman (1849-1932) en Johanna Sara Stoffelina Enderle. Ze kreeg haar opleiding bij Bart van Hove aan de Rijksakademie van beeldende kunsten in Amsterdam. Als studente was ze betrokken bij de totstandkoming van de Amsterdamse wieg, een geschenk voor koningin Wilhelmina. Beijerman verzorgde het houtsnijwerk voor de lijst van een bij de wieg behorende oorkonde.
Beijerman maakte figuurvoorstellingen en portretten, maar ook decoratief beeldhouwwerk voor gebouwen als De Bijenkorf (1925/1926) in Den Haag en de modelboerderij (1952) in de Johannes Kerkhovenpolder. Haar dierenfontein (1925) staat in het Plantsoen Harmoniehof in Amsterdam-Zuid. Ook toen ze tachtig werd, werkte ze nog wel in haar atelier in een voormalige school op de hoek van het Molenpad en de Prinsengracht. Ze hield zich naast beeldhouwen ook bezig met het ontwerpen van boekbanden.
De beeldhouwster overleed op zesentachtigjarige leeftijd.

## Fotogalerij

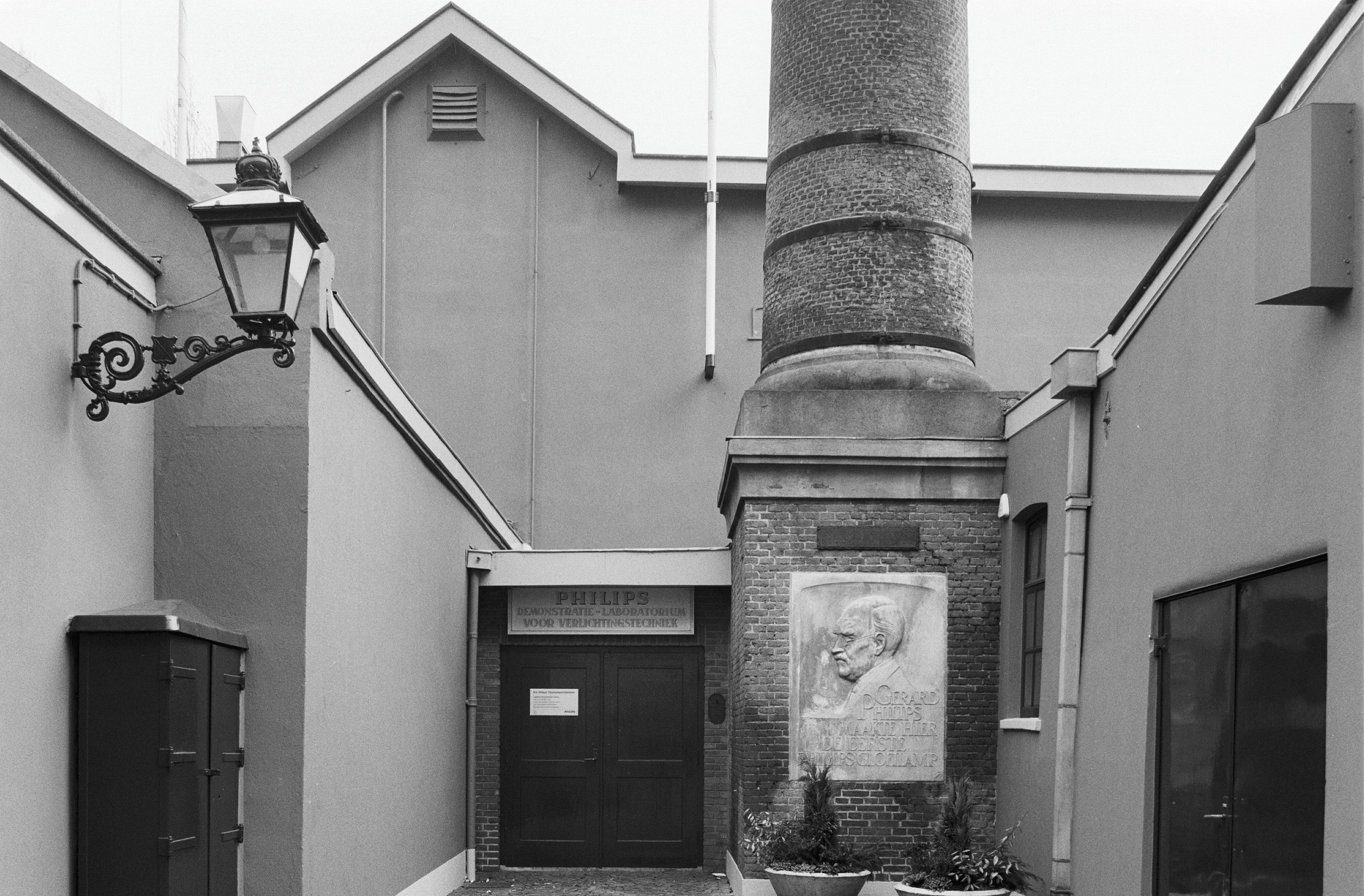
Plaquette van Gerard Philips bij de eerste gloeilampenfabriek van Philips in Eindhoven
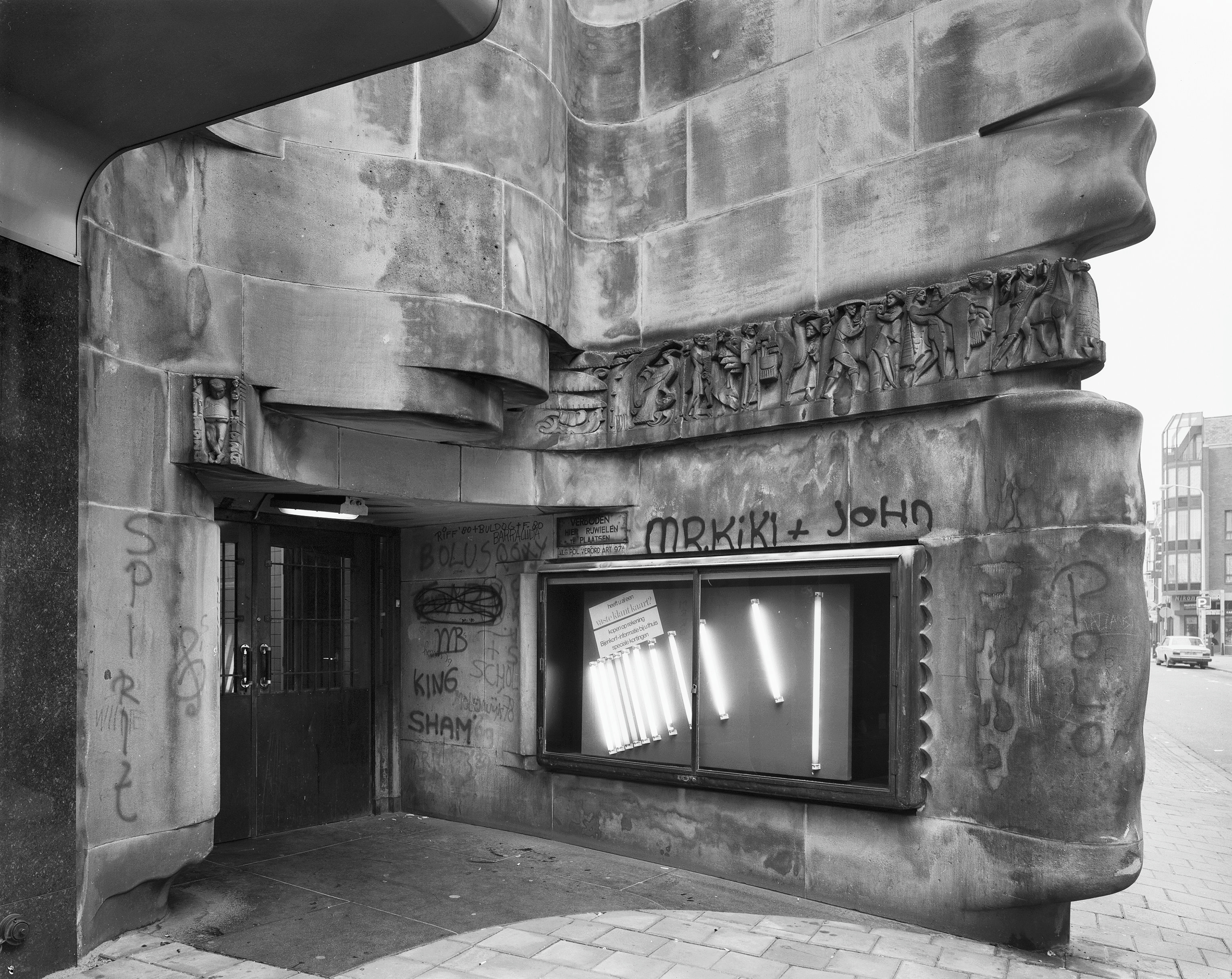
Entree van De Bijenkorf in Den Haag
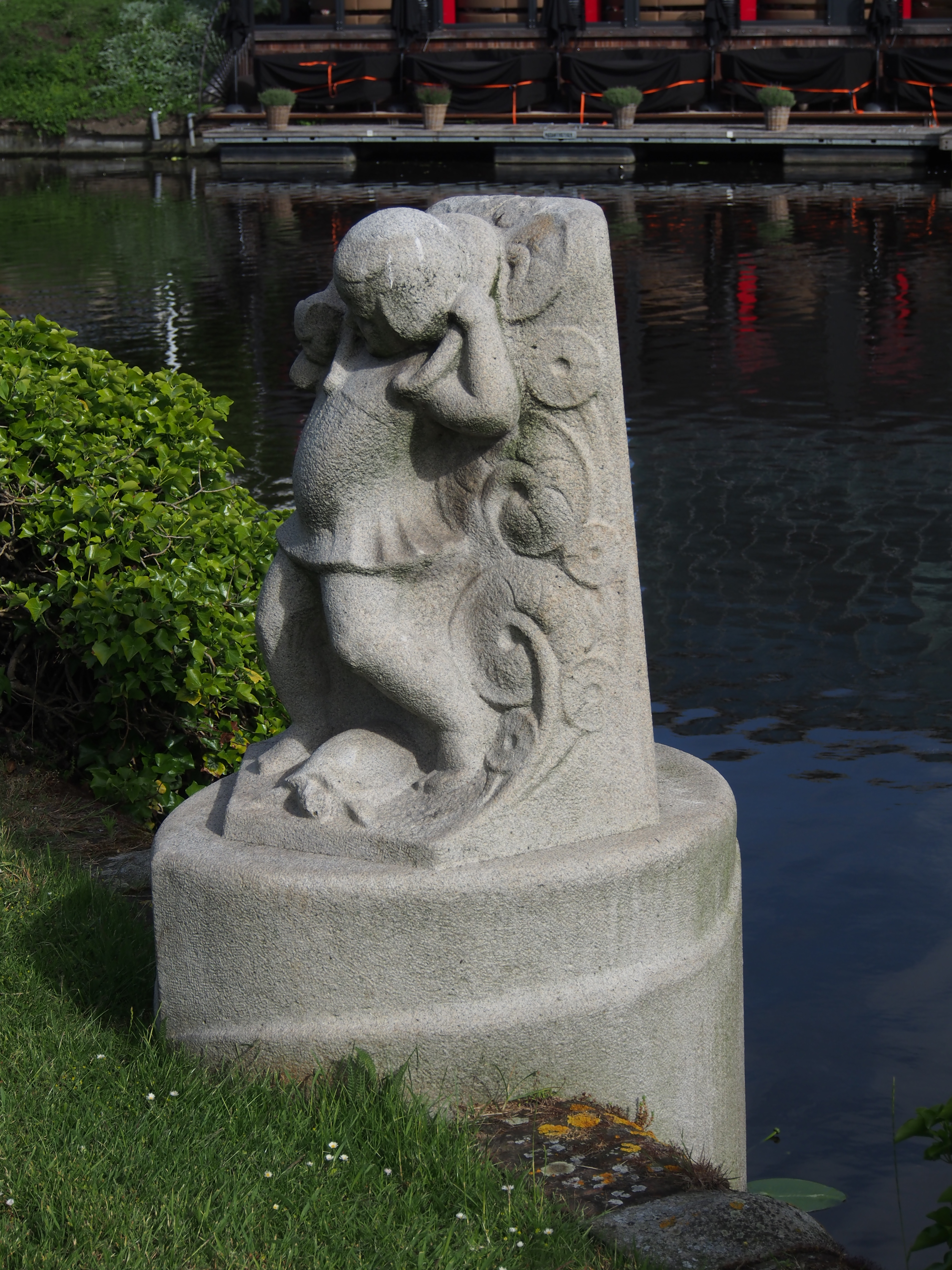
Meisje met kat op schouder, Muzenplein

## Publicaties
- 1929: "Aanleg en arbeid. De vrouw als beeldhouwster", in De vrouw en haar huis 24 (november 1929), p. 329-332